# Escherichia-Phage T2
Escherichia-Phage T2 (auch Enterobacteria-Phage T2 oder kurz Bakteriophage T2, Phage T2) ist ein Bakterienvirus (Bakteriophage), das Kolibakterien (Escherichia coli) infiziert und abtötet. Es gehört zur Spezies (Art) Tequatrovirus T4 in der Gattung Tequatrovirus, Unterfamilie Tevenvirinae und damit zur Familie der Straboviridae. Der Phage T2 wurde früher mit den Phagen T4 und T6 zusammen in einer gemeinsamen Spezies Escherichia-Virus T4 der Gattung Tequatrovirus.

## Aufbau und Replikation

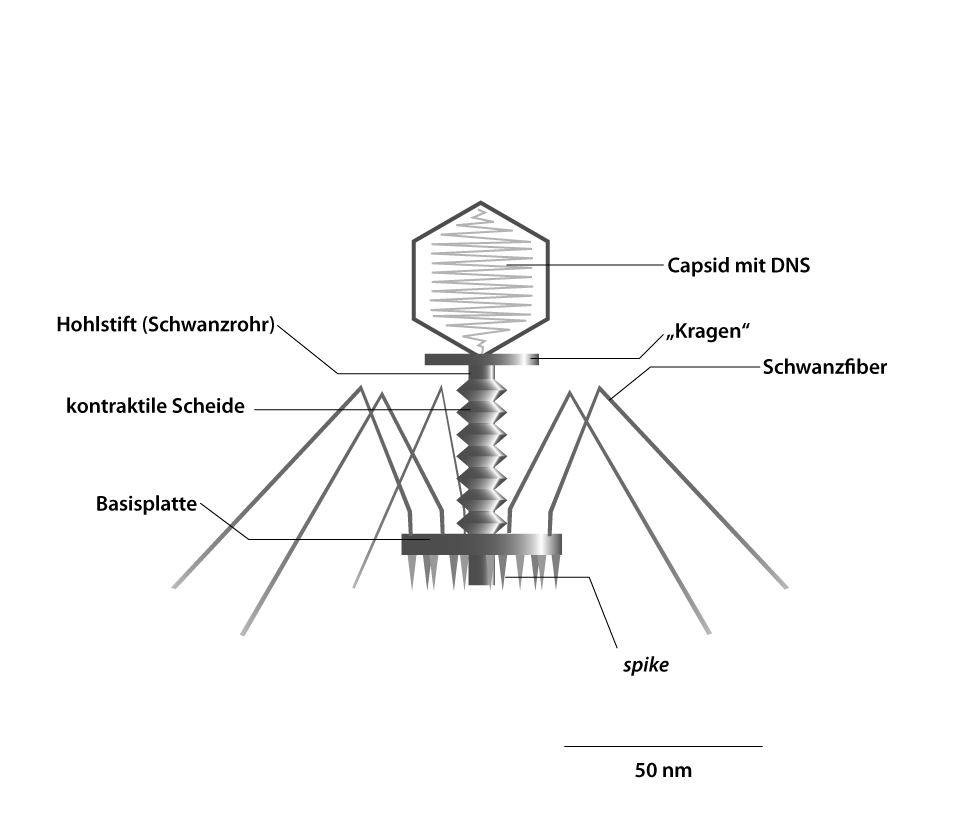
Phage T2; Kapsid axial geschnitten

Das Genom der T2-Phagen besteht aus linearer doppelsträngiger DNA (dsDNA), mit Wiederholungen an beiden Enden (terminal repeats).
Das Erbmaterial in den T2-Virionen (Virusteilchen) ist von einem schützenden Kapsid aus Protein umgeben.
Wie alle Phagen der Gattung Tequatrovirus ist T2 vom Morphotyp der Myoviren (frühere Familie Myoviridae) mit einem typischen Kopf-Schwanz-Aufbau, was ihn als Mitglied der Virusklasse Caudoviricetes kennzeichnet. Den Kopf bildet das DNA-enthaltende Kapsid. Der Schwanz hat eine für Vertreter des Morphotyps der Myoviren übliche mittlere Länge.
Der Phage kann sich mit Hilfe der Proteine an seinen „Füßen“ (den Schwanzfasern) an die Oberfläche eines Bakteriums anheften und sein genetisches Material (die dsDNA) injizieren.
Der T2-Phage kann eine E. coli-Zelle schnell in eine T2-Partikel produzierende Fabrik verwandeln. Die Phagen-Virionen werden freigesetzt, wenn es am Schluss die Zelle zerreißt (Lyse).
Dieses genetische Material nutzt die Ribosomen der Wirtszelle zur Replikation und zur Synthese von Proteinen für das Kapsid und den Schwanz des Phagen. Neue Phagenteilchen werden innerhalb der Zelle zusammengebaut (englisch Assembly), bis die Zellmembran lysiert (aufgerissen) wird.
Die neu gebildeten Phagenpartikel sind nun frei, um weitere Zellen anzugreifen.
Dieser Vorgang wird als lytischer Zyklus bezeichnet.

## Forschungsgeschichte
In Experimenten, die 1952 von Alfred Hershey und Martha Chase am Cold Spring Harbor Laboratory durchgeführt wurden, konnte gezeigt werden, wie die Virus-DNA in die Bakterienzellen injiziert wird, während die meisten Virus-Proteine draußen bleiben (Hershey-Chase-Experiment).
Die injizierten DNA-Moleküle veranlassen die Bakterienzellen, weitere virale DNA und Proteine zu produzieren.
Diese Entdeckungen waren entscheidend für die Auffassung, dass die DNA – und nicht die Proteine – das Erbmaterial sind.
Zu den ersten Phagen, die im Detail untersucht wurden, gehörten sieben, die üblicherweise Kolibakterien infizieren.
Sie wurden der Einfachheit halber als Typ 1 (englisch Type 1, T1), Typ 2 (T2) usw. bezeichnet.
Aufgrund der strukturellen Ähnlichkeiten zwischen den Bakteriophagen T2, T4 und T6 werden diese heute zur Spezies der T-Even-Phagen (mit offiziellem Namen Escherichia virus T4, nach dem Typusstamm T4) zusammengefasst.